# Sofonisba beve il veleno
Sofonisba beve il veleno è un dipinto del pittore veronese Giovan Francesco Caroto conservato presso il museo di Castelvecchio di Verona. Risulta che il museo lo acquistò nel 1882 dal mercante d'arte Luigi Montini; non vi è nessuna notizia precedente a questo evento relativa alla sua provenienza.
La maggioranza della critica individua nel soggetto rappresentato nel dipinto la nobildonna cartaginese Sofonisba nell'atto di bere il veleno per evitare di vivere come schiava dei romani; tuttavia, non essendoci nella rappresentazione riferimenti certi, altri hanno proposto soluzioni alternative, come Cleopatra o Artemisia II.
Intravedendo nello stile pittorico dei richiami al prototipo del rinascimento lombardo del Giampietrino, si ritiene che l'opera possa essere stata dipinta nel 1523, in occasione di un soggiorno a Casale Monferrato del pittore dove, come attestano alcuni documenti rinvenuti, si era recato per alienare alcuni beni fondiari acquisiti durante una sua precedente permanenza.